# 京都市電気局
京都市電気局（きょうとしでんききょく）は、かつて京都市営の発送電・配電事業、電気軌道事業、自動車運輸事業、無軌条電車事業を行った公営事業体である。
本項目では、京都市電気局およびその前身となる組織における電気事業（発送電・配電事業）を中心に述べる。その他の事業については、電気軌道事業については「京都市電」、自動車運輸事業については「京都市営バス」、無軌条電車事業については「京都市営トロリーバス」を参照されたい。

## 沿革
琵琶湖疏水建設において、当初水車による動力の利用を行う計画であったが、田辺朔郎らのアメリカ視察の後、水力発電とすることに変更となり、京都市営の蹴上発電所が設置され、1891年（明治24年）に送電を開始した。
当初、電灯事業は、既に火力発電により配電（電灯）事業を行っていた京都電燈が蹴上発電所の電気を購入して行い、京都市は電力事業に専念するという棲み分けがなされていたが、第2疏水の実施に向けた1906年（明治39年）には電灯事業への参入を明らかにした。
第2疏水とその後の蹴上発電所第2期工事、伏見・夷川発電所の設置により京都市は本格的に市内の配電事業に乗り出した。京都電燈との競争の末、おおむね三条通を境に北を京都市が、南を京都電燈が供給するという協定が1914年（大正3年）に結ばれた。
1918年（大正7年）に京都市が京都電鉄を買収したが、京都電燈からの900キロワット受電についてもこれを継承した。
1920年（大正9年）に電気部が設置され、1924年（大正13年）には電気局が置かれた。疏水を管理する工務課もこのとき電気局の下に置かれた。
昭和初期、土岐市長、森田市長の時代に京都電燈の京都市における供給事業を買収する動きがあったがいずれも実現せず、電気事業を公営とすることは電力統制の趣旨に反するとの見解が示され、下火となった。
1942年（昭和17年）、配電統制令により発送電・配電事業を関西配電に現物出資し、京都市の電気事業は幕を下ろした。
なお、電気局の名称は、1947年（昭和22年）の交通局への改組により消滅した。